# Ліньчен (Хайнань)
Ліньчен (кит. 临城镇, пін. Línchéng Zhèn) — містечко у КНР, адміністративний центр повіту Ліньгао у провінції Хайнань.

## Географія
Ліньчен розташовується на півночі острова Хайнань.

### Клімат
Містечко знаходиться у зоні, котра характеризується кліматом тропічних саван. Найтепліший місяць — липень із середньою температурою 29.2 °C (84.6 °F). Найхолодніший місяць — січень, із середньою температурою 17.9 °С (64.2 °F).
| Клімат Ліньчена         | Клімат Ліньчена | Клімат Ліньчена | Клімат Ліньчена | Клімат Ліньчена | Клімат Ліньчена | Клімат Ліньчена | Клімат Ліньчена | Клімат Ліньчена | Клімат Ліньчена | Клімат Ліньчена | Клімат Ліньчена | Клімат Ліньчена | Клімат Ліньчена |
| Показник                | Січ.            | Лют.            | Бер.            | Квіт.           | Трав.           | Черв.           | Лип.            | Серп.           | Вер.            | Жовт.           | Лист.           | Груд.           | Рік             |
| Середня температура, °C | 17,9            | 19,2            | 22,4            | 26              | 28,4            | 29              | 29,2            | 28,5            | 27,5            | 25,4            | 22,1            | 19              | 24,6            |
| Норма опадів, мм        | 24.7            | 32.7            | 47.1            | 94.7            | 178.8           | 220.5           | 214.1           | 277.6           | 309.6           | 197.1           | 91.1            | 35.6            | 1723.6          |
| Днів з опадами          | 10,9            | 11,1            | 10,7            | 11,1            | 13,9            | 15,1            | 13              | 16,6            | 16,7            | 14,1            | 10,8            | 9,9             | 153,9           |
| Вологість повітря, %    | 83.1            | 85.9            | 84.1            | 81.9            | 78.9            | 78.8            | 77.1            | 80              | 81.5            | 81.1            | 80              | 80.7            | 81.1            |
| ----------------------- | --------------- | --------------- | --------------- | --------------- | --------------- | --------------- | --------------- | --------------- | --------------- | --------------- | --------------- | --------------- | --------------- |
| Джерело: Weatherbase    |                 |                 |                 |                 |                 |                 |                 |                 |                 |                 |                 |                 |                 |